# 马拉巴尔狸藻
马拉巴尔狸藻（學名：Utricularia malabarica）为狸藻屬一年生小型食虫植物。其种加词“malabarica”来源于印度马拉巴尔地区（Malabar）。马拉巴尔狸藻为印度南部的特有种。已在加瑟勒戈德（Kasaragod）采集到了马拉巴尔狸藻。马拉巴尔狸藻生长于潮湿的岩石表面或陆生于红土中，并与谷精草属植物及其他草本植物同域分布。1985年，M·K·杰那尔瑟南首次采集到了马拉巴尔狸藻。1989年，杰那尔瑟南与安布罗斯·纳撒尼尔·亨利（Ambrose Nathaniel Henry）正式描述了马拉巴尔狸藻。其与蓝花狸藻（U. lazulina）之间存在着密切的近缘关系。

## 外部連結
维基共享资源上的相關多媒體資源：马拉巴尔狸藻
 維基物種上的相關：马拉巴尔狸藻